# Így találkoztam a többiekkel (Így jártam anyátokkal)
Az Így találkoztam a többiekkel az Így jártam anyátokkal című televízió-sorozat harmadik évadának ötödik epizódja. Eredetileg 2007. október 22-én vetítették, míg Magyarországon egy évvel később, 2008. december 9-én.
Ebben az epizódban Ted bemutatja az új barátnőjét a többieknek, aki Barney szerint nincs túl jó helyen az Őrült/Szexi skálán. Mindenki elmeséli annak a történetét, hogyan találkozott a többiekkel.

## Cselekmény
Ted megjelenik a bárban az új barátnőjével, akit ebben az epizódban csak Blablának neveznek, mert Jövőbeli Ted egész egyszerűen elfelejtette, hogy hívják. Azt mondják, egy francia főzőtanfolyamon találkoztak, pedig a valóságban egy internetes szerepjátékban. Ted szerint Blabla szexi, Barney szerint pedig inkább őrült. Hogy ezt bizonyítsa, felvázolja a saját kreálmányát, az Őrült/Szexi skálát, ahol az adott nőnek át kell lépnie a Vicki Mendoza-átlót, aki Barney korábbi randija volt.
Lily és Marshall elmesélik annak történetét, hogyan találkoztak. Mindketten ugyanabban a kollégiumban laktak, és Lily segítséget kért Marshalltól a magnójához. Marshall és Ted szobatársak voltak, és a történetük szerint Marshall éppen szendvicset evett (ez egy eufemizmus, Jövőbeli Ted a fűszívást nevezi így a gyerekei előtt), és azt hitte, hogy Ted a dékán. Csak akkor jött rá, hogy téved, amikor Ted is "megevett egy szendvicset".
Barney elmesélte, hogy úgy találkozott Teddel, hogy a vécében összefutottak, és miután bedőlt az egyik meséjének, elhatározta, hogy megtanítja őt élni. Ted volt a szárnysegédje, amikor a süket öccsét játszotta el. Blabla kezdi elveszíteni a türelmét, amiért ilyen sztorijaik vannak (főleg amikor megtudja, hogyan került Robin a társaságba), és el akar menni (az Őrült-skálán egyre feljebb megy). Hogy maradjon, Ted elmeséli neki, hogy a Marshall-lal való találkozás előtt bizony Lily ráakaszkodott előző este egy buliban, és ez vezetett ahhoz, hogy ők ketten összejöttek.
Barney és Marshall úgy találkoztak, hogy Barney őt is meg akarta tanítani élni. Arra bátorítja, hogy szedje fel azt a lányt a pultnál, akiről nem tudja, hogy Lily. Nyilván nagyon gyorsan sikerül neki, ezért Barney az, aki tanulni szeretne Marshall-tól – egy egész hétig nem jött rá a trükkre.
Miutáb Blabla elszólja magát Lily és Ted viszonyát illetően, Marshall elmondja neki, hogy aznap este az nem is Lily volt, hanem Alexa Leskys, Lily pedig Colin O'Riley-val volt. Blabla felháborodottan távozik és megszakítja a kapcsolatot Teddel.
Az epizód egy 2020-as osztálytalálkozóval ér véget: Ted és Alexa tisztázzák a velük történteket, ezután Ted, Marshall és Lily "megesznek egy szendvicset", majd Ted nevetve kérdezi, hogy hol van a neje.

## Kontinuitás
- Korábbi epizódokban már láthattuk, hogy találkozott Ted és Barney, Ted és Robin (A kezdetek), Marshall és Lily (Életem legjobb bálja), valamint Marshall és Ted (Hol is tartottunk?)
- "Az esküvő" című részben Barney Claudiát is elhelyezi az Őrült/Szexi skálán.
- A "Dobpergést kérek" című részben Victoria azt mondja, hogy aggódik, ha Teddel csókolóznának, a túl sok nyelv megtörné az este varázsát. Ebben az epizódban Ted a "Túl Sok Nyelv Srác".
- Lily történetében, amikor először találkozott Teddel, ő éppen telefonon beszélt az akkori barátnőjével, Karennal.

## Jövőbeli utalások
- A "P.S. Szeretlek" és a "Lovagias Ted" című részekben újabb részletek láthatóak Marshall és Lily első találkozásából.
- Ted a "Spoilerveszély" című részben is jelnyelvet használ.
- A "Kacsa vagy nyúl" című részben Lily elmondja Marshallnak, hogy Blablát elmegyógyintézetbe zárták.
- Ted a későbbiekben is azt mondja, hogy szendvicset ettek, valahányszor füvet szívtak.
- A "Gary Blauman" című részből kiderül, hogy Blabla valódi neve Carol.
- A "Fényszimfónia" című részben látható visszaemlékezésben Barney és Ted ugyanabban a ruhában vannak, mint az itteni visszatekintésben. Eszerint ők ketten pont aznap este ismerték meg egymást, amikor Barney utoljára találkozott a legutóbbi szárnysegédjével, Duane-nel.

## Érdekességek
- Mikor Marshall és Lily első találkozásáról van szó, a visszaemlékezésben, amely 1996-ban játszódik, DualShock PlayStation kontrollerek vannak a kezükben. Az első ilyeneket azonban csak 1 évvel később, 1997-ben kezdték el forgalmazni.
- Ted a 2020-as jelenetben jegygyűrűt visel. A későbbi epizódokból derül ki, hogy csak valamikor ekkortájt házasodik össze leendő feleségével.

## Vendégszereplők
- Abigail Spencer – Blabla
- Jolie Jenkins – Alexa Leskys
- Ray Auxias – Phil
- Betsy Rue – Audrey

## Zene
- The Jayhawks – Save it for a Rainy Day
- Guided By Voices – I Am a Scientist
- The Hives – Walk, Idiot, Walk

## Fordítás
- Ez a szócikk részben vagy egészben  a   How I Met Everyone Else című angol Wikipédia-szócikk ezen változatának fordításán alapul.  Az eredeti cikk szerkesztőit annak laptörténete sorolja fel. Ez a jelzés csupán a megfogalmazás eredetét és a szerzői jogokat jelzi, nem szolgál a cikkben szereplő információk forrásmegjelöléseként.